# Gospodarka Malty
Gospodarka Malty należy do najmniejszych na świecie pod względem wyników makroekonomicznych. Opiera się przede wszystkim na wykorzystywaniu dogodnego położenia geograficznego i wysokiej produktywności siły roboczej. Głównymi gałęziami gospodarki są handel zagraniczny, produkcja (głównie elektroniki), usługi finansowe i turystyka.
Malta jest krajem rozwiniętym o bardzo wysokim wskaźniku rozwoju społecznego, dobrej jakości życia (w rankingu plasuje się pomiędzy Niemcami, Słowenią a Wielką Brytanią) i wysokim wskaźniku zadowolenia z życia (14. miejsce na świecie). 
Jest członkiem Unii Europejskiej oraz kilkunastu organizacji międzynarodowych, w tym ONZ, OBWE i Wspólnoty Narodów. Obowiązującą walutą jest euro. Językami urzędowymi są maltański i angielski.
Średnie dochody w 2010 roku wynosiły 21 446 euro na osobę, czyli blisko 5000 euro poniżej europejskiej średniej. Rozwojowi gospodarczemu sprzyja jednak fakt, że stawki podatków od osób fizycznych obowiązujące na Malcie należą do najniższych w Unii Europejskiej. Stopa opodatkowania spółek na Malcie wynosi 35%; jednak zwrot wynosi zwykle równowartość 6/7 zapłaconego podatku, co daje średnią stawkę podatkową w wysokości 5%. Bezrobocie na Malcie w listopadzie 2019 roku wynosiło 3,5% (w 2016 roku wynosiło 4,6%). Inflacja w połowie 2021 była na poziomie 0,2%, jest to drugi najlepszy wynik w Unii Europejskiej.
Malta Stock Exchange to maltańska giełda papierów wartościowych, będąca członkiem Światowej Federacji Giełd skupiającej najbardziej rozwinięte giełdy świata.
Głównym ośrodkiem targowo-wystawienniczym jest Malta Fairs & Conventions Centre.
Malta jest drugim najbezpieczniejszym państwem na świecie, jeśli chodzi o prawdopodobieństwo wystąpienia klęski żywiołowej, a także jednym z najbezpieczniejszych państw dla turystów. Malta została uznana jako drugie najlepsze państwo na świecie dla osiedlenia oraz dziesiąte na świecie miejsce na emeryturę w rankingu International Living 2017 oraz 13. miejsce w rankingu Global Finance 2018.
Na Malcie funkcjonuje Międzynarodowy Instytut Prawa Morskiego (ang. International Maritime Law Institute) – agencja ONZ oraz Międzynarodowy Instytut Sprawiedliwości i Praworządności (ang. International Institute for Justice and the Rule of Law).

## Historia
Tradycyjnie dwiema najważniejszymi gałęziami gospodarki były produkcja tekstyliów oraz przemysł stoczniowy. Do lat 60. XX wieku jednym z filarów maltańskiej gospodarki była stała obecność baz Royal Navy na wyspie. Jednak już od lat 50. brytyjska armia i marynarka wojenna zaczęły opuszczać kolejne bazy wojskowe. Po uzyskaniu przez kraj niepodległości w 1964 i w miarę postępowania globalizacji, produkcja stoczniowa i przemysł lekki stały się nieopłacalne.
Od lat 70. XX wieku kolejne rządy wykorzystują dobrą znajomość języka angielskiego wśród obywateli i wysokie kwalifikacje lokalnej siły roboczej do przeorientowania gospodarki w stronę bardziej zyskownych przedsięwzięć, przede wszystkim w branży turystycznej i produkcji półprzewodników. Początkowo rząd maltański silnie stymulował gospodarkę za pomocą inwestycji bezpośrednich, interwencjonizmu państwowego oraz finansowania dużych przedsiębiorstw należących do skarbu. W końcu lat 90. nastąpiła prywatyzacja wielu państwowych firm i od tego czasu Malta przeszła w całości na model gospodarki rynkowej. Finałem zmian prawnych i organizacyjnych było wstąpienie Malty do Unii Europejskiej w 2004 roku.

## Produkt krajowy brutto
W okresie ostatnich 12 lat (2005-2016), produkt krajowy brutto (PKB) na Malcie wzrósł o 92,5%, od 5.142.100.000 euro (5.142 mln euro / 5,1 mld euro) do 9.898.000.000 euro (9.898 mln euro / 9,9 mld euro).
| Rok  | PKB mln (€) | różnica (%) |
| ---- | ----------- | ----------- |
| 2005 | 5.142       | –           |
| 2006 | 5.386       | +4,75       |
| 2007 | 5.758       | +6,90       |
| 2008 | 6.129       | +6,44       |
| 2009 | 6.139       | +0,16       |
| 2010 | 6.599       | +7,51       |
| 2011 | 6.834       | +3,56       |
| 2012 | 7.160       | +4,76       |
| 2013 | 7.631       | +6,58       |
| 2014 | 8.433       | +10,51      |
| 2015 | 9.276       | +9,99       |
| 2016 | 9.898       | +6,71       |

W okresie ostatnich 12 lat (2005-2016), produkt krajowy brutto (PKB) na osobę (per capita) na Malcie wzrósł o 78,7%, od €12.700 do €22.700.
| Rok  | PKB per capita (€) | różnica (%) |
| ---- | ------------------ | ----------- |
| 2005 | 12.700             | –           |
| 2006 | 13.300             | +4,72       |
| 2007 | 14.200             | +6,77       |
| 2008 | 15.000             | +5,63       |
| 2009 | 14.900             | -0,76       |
| 2010 | 15.900             | +6,71       |
| 2011 | 16.400             | +3,14       |
| 2012 | 17.100             | +4,27       |
| 2013 | 18.000             | +5,26       |
| 2014 | 19.700             | +9,44       |
| 2015 | 21.500             | +9,14       |
| 2016 | 22.700             | +5,58       |

## Zatrudnienie
Bezrobocie na Malcie we wrześniu 2020 roku wynosiło 4,0% (w 2016 roku wynosiło 4,6%).
W 2022 roku wskaźnik zatrudnienia wynioósł 77.50%. Procent osób na bezrobociu długoterminowym wyniósł 1.20%.

## Zarobki
Średnie dochody w 2010 roku wynosiły 21 446 euro na osobę, czyli blisko 5000 euro poniżej europejskiej średniej. Rozwojowi gospodarczemu sprzyja jednak fakt, że stawki podatków od osób fizycznych obowiązujące na Malcie należą do najniższych w Unii Europejskiej. Stopa opodatkowania spółek na Malcie wynosi 35%; jednak zwrot wynosi zwykle równowartość 6/7 zapłaconego podatku, co daje średnią stawkę podatkową w wysokości 5%.
W 2019 roku, średni dochód rozporządzalny gospodarstwa domowego był najwyższy w statystycznym dystrykcie zachodnim i wynosił 32 754 euro, a najniższy w dystrykcie Gozo i Comino (22 867 euro). Wydatki per capita na tzw. „wybrane świadczenia” były najwyższe w Mdinie, Florianie, Santa Luċija i Birgu. W tych miejscowościach wydatki na mieszkańca w każdym z nich przekroczyły 2000 euro. Tymczasem w Mellieħa, Munxar, Marsascala, St. Paul's Bay, Pembroke, Swieqi i Mtarfa takie wydatki na mieszkańca wynosiły mniej niż 900 euro. NSO stwierdziło, że wzrosty odnotowano we wszystkich gałęziach przemysłu w regionie Malty, z wyjątkiem rolnictwa, leśnictwa, rybołówstwa i nieruchomości.

## Turystyka

### Liczba turystów
W 2010 roku Maltę odwiedziło ponad 1,34 mln turystów, w 2011 roku – ponad 1,42 mln turystów, natomiast w 2012 roku – 1,45 mln turystów. W 2013 roku kraj ten odwiedziło prawie 1,6 mln turystów (9,6% więcej niż w roku poprzednim), generując dla niego przychody na poziomie 1,4 mld dolarów. Na podstawie danych maltańskiego urzędu statystycznego – National Statistics Office Malta, w 2014 roku Maltę odwiedziło prawie 1,7 mln turystów (6,8% więcej niż w roku poprzednim). W 2015 roku Maltę odwiedziło 1,8 mln turystów (6% więcej niż w roku poprzednim), generując dla niej przychody na poziomie 1,4 mld dolarów. W 2016 roku Maltę odwiedziło prawie 2 miliony turystów, natomiast w 2017 roku – 2,3 mln turystów (15,7% więcej niż w roku poprzednim), generując przychody na poziomie 1,7 mld dolarów. W 2018 roku kraj ten odwiedziło 2,6 mln turystów (14,3% więcej niż w roku poprzednim) natomiast w 2019 roku kraj ten odwiedziło ponad 2,7 mln turystów (5,9% więcej niż w roku poprzednim), generując dla niego przychody na poziomie 1,9 mld dolarów. Z powodu kryzysu spowodowanego przez COVID-19, w 2020 roku Maltę odwiedziło 658 567 turystów, o 76,1% mniej niż w 2019 roku.

### Statystyki roczne
Szczegółowe statystyki roczne:
| Rok  | Ilość turystów | Z UE      | Poza UE | Odpoczynek | W interesach | Z innych powodów | Nowi turyści | Przyjezdni ponownie |
| ---- | -------------- | --------- | ------- | ---------- | ------------ | ---------------- | ------------ | ------------------- |
| 2013 | 1.582.153      | 1.316.781 | 265.372 | 1.341.044  | 118.049      | 123.060          | 1.085.403    | 496.750             |
| 2014 | 1.689.809      | 1.417.237 | 272.572 | 1.435.055  | 130.173      | 124.582          | 1.158.649    | 531.161             |
| 2015 | 1.791.422      | 1.533.920 | 257.502 | 1.518.857  | 127.938      | 144.627          | 1.246.052    | 545.370             |
| 2016 | 1.988.447      | 1.691.055 | 274.873 | 1.691.193  | 136.770      | 137.965          | 1.374.317    | 591.611             |

### Statystyki miesięczne
Szczegółowe statystyki miesięczne z 2015 roku:
| Miesiąc     | Ilość turystów | Z UE    | Poza UE | Odpoczynek | W interesach | Z innych powodów | Śr. ilość dni pobytu |
| ----------- | -------------- | ------- | ------- | ---------- | ------------ | ---------------- | -------------------- |
| Styczeń     | 74.280         | 61.163  | 13.118  | 63.093     | 8.437        | 2.751            | 8,1                  |
| Luty        | 74.516         | 64.457  | 10.059  | 57.603     | 8.282        | 8.630            | 7,1                  |
| Marzec      | 101.769        | 87.112  | 14.657  | 75.736     | 11.757       | 14.277           | 7,1                  |
| Kwiecień    | 151.924        | 134.845 | 17.080  | 125.704    | 11.805       | 14.416           | 6,7                  |
| Maj         | 177.203        | 155.306 | 21.897  | 153.104    | 11.160       | 12.939           | 6,9                  |
| Czerwiec    | 183.765        | 158.271 | 25.494  | 158.198    | 13.446       | 12.122           | 7,4                  |
| Lipiec      | 206.626        | 170.671 | 35.955  | 176.807    | 9.173        | 20.647           | 9,0                  |
| Sierpień    | 246.485        | 215.716 | 30.769  | 220.776    | 5.682        | 20.027           | 9,6                  |
| Wrzesień    | 192.550        | 162.429 | 30.121  | 169.108    | 11.867       | 11.574           | 8,4                  |
| Październik | 196.692        | 166.770 | 29.922  | 166.813    | 16.487       | 13.393           | 7,6                  |
| Listopad    | 113.042        | 95.835  | 17.208  | 91.188     | 13.025       | 8.829            | 7,4                  |
| Grudzień    | 72.568         | 61.346  | 11.222  | 60.728     | 6.818        | 5.022            | 8,4                  |

### Turyści według państw
| Państwo           | 2016    | 2017    | 2018    | 2019    | 2020 (Covid-19) |
| ----------------- | ------- | ------- | ------- | ------- | --------------- |
| Wielka Brytania   | 559 987 | 560 893 | 640 570 | 649 624 | 135 944         |
| Włochy            | 315 223 | 363 668 | 390 607 | 392 995 | 93 997          |
| Niemcy            | 156 786 | 193 033 | 226 966 | 211 546 | 72 470          |
| Francja           | 144 804 | 176 371 | 213,299 | 239 140 | 70 875          |
| Hiszpania         | 55 023  | 75 511  | 99 046  | 116 295 | 27 480          |
| Polska            | 70 563  | 89,335  | 96,362  | 104 228 | 40 647          |
| Belgia            | 41 759  | 73 429  | 70,191  | 70,886  | 19 015          |
| Holandia          | 52,642  | 64 000  | 57 355  | 59 528  | 14 702          |
| Irlandia          | 33 175  | 36 177  | 40 721  | 53 089  | 13 164          |
| Stany Zjednoczone | 26 454  | 35 758  | 47 170  | 50 525  | 8 612           |
| Szwajcaria        | 40 504  | 44 065  | 45 572  | 48 954  | 9 794           |
| Australia         | 32 611  | 35 875  | 45 859  | 49 807  | 2 806           |
| Austria           | 24 319  | 29 624  | 39 029  | 33 251  | 11 667          |
| Węgry             | 20 998  | 26 875  | 28 394  | 37 576  | 9 683           |
| Skandynawia       | 123 963 | 135 273 | 128 320 | 124 411 | 18 271          |
| Pozostali         | 267 126 | 333 951 | 429 334 | 511 025 | 109 461         |

## Finanse

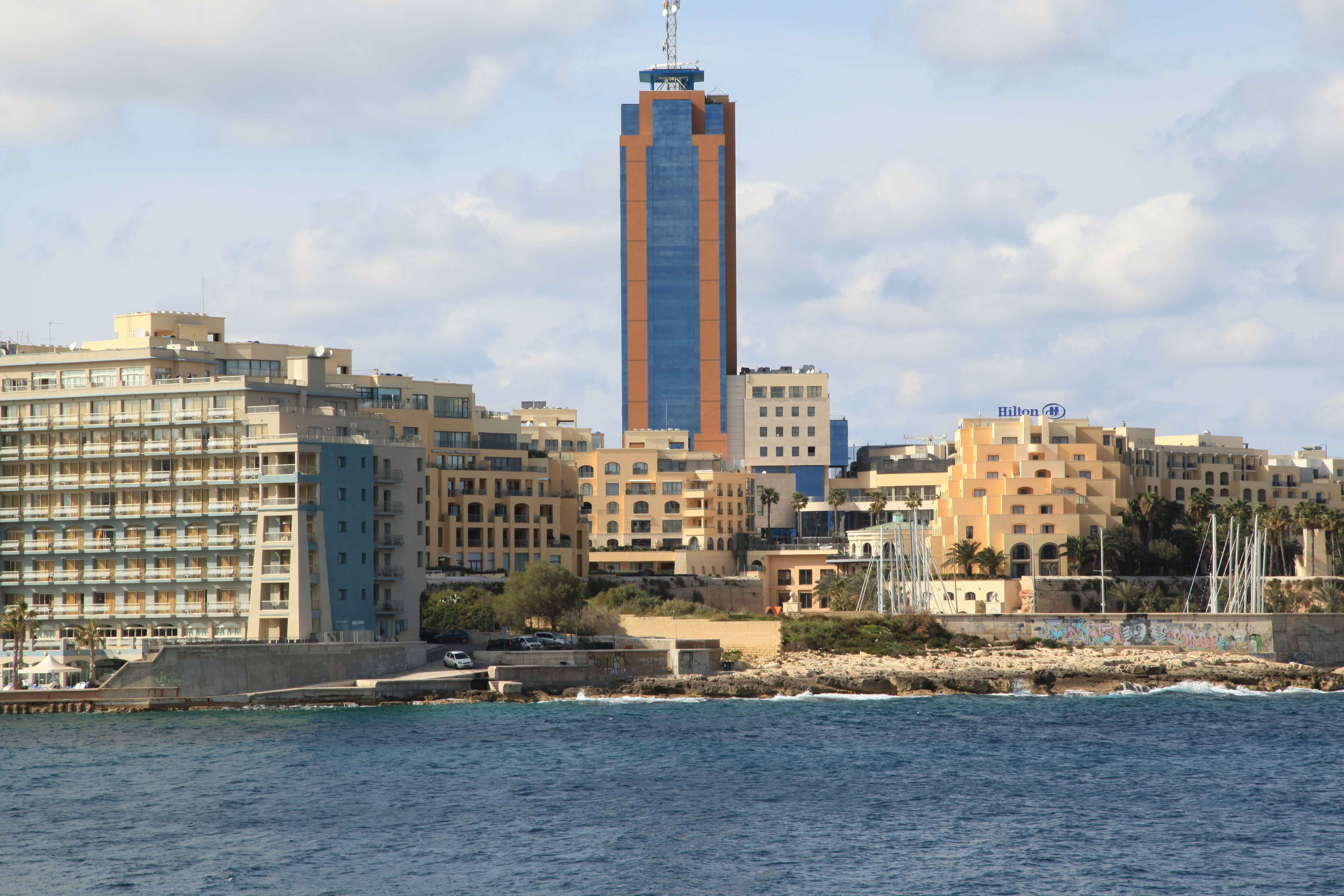
Widok na wieżowiec Portomaso Business Tower

Malta m.in. ze względu na stabilność polityczną i gospodarczą, obecność wykwalifikowanej siły roboczej, strategiczne położenie geograficzne – w Europie, na szlaku do Afryki i Azji oraz biegłą znajomość języka angielskiego przez mieszkańców stała się międzynarodowo uznanym centrum finansowym. W rankingu dotyczącym globalnych centrów finansowych – Global Financial Centres Index 2020, Malta uplasowała się na 73. miejscu wśród miast świata.
| Rok  | Pozycja |
| ---- | ------- |
| 2012 | 72      |
| 2013 | 68      |
| 2014 | 67      |
| 2015 | 71      |
| 2016 | 81      |
| 2017 | 77      |
| 2018 | 77      |
| 2019 | 89      |
| 2020 | 73      |

## Bankowość

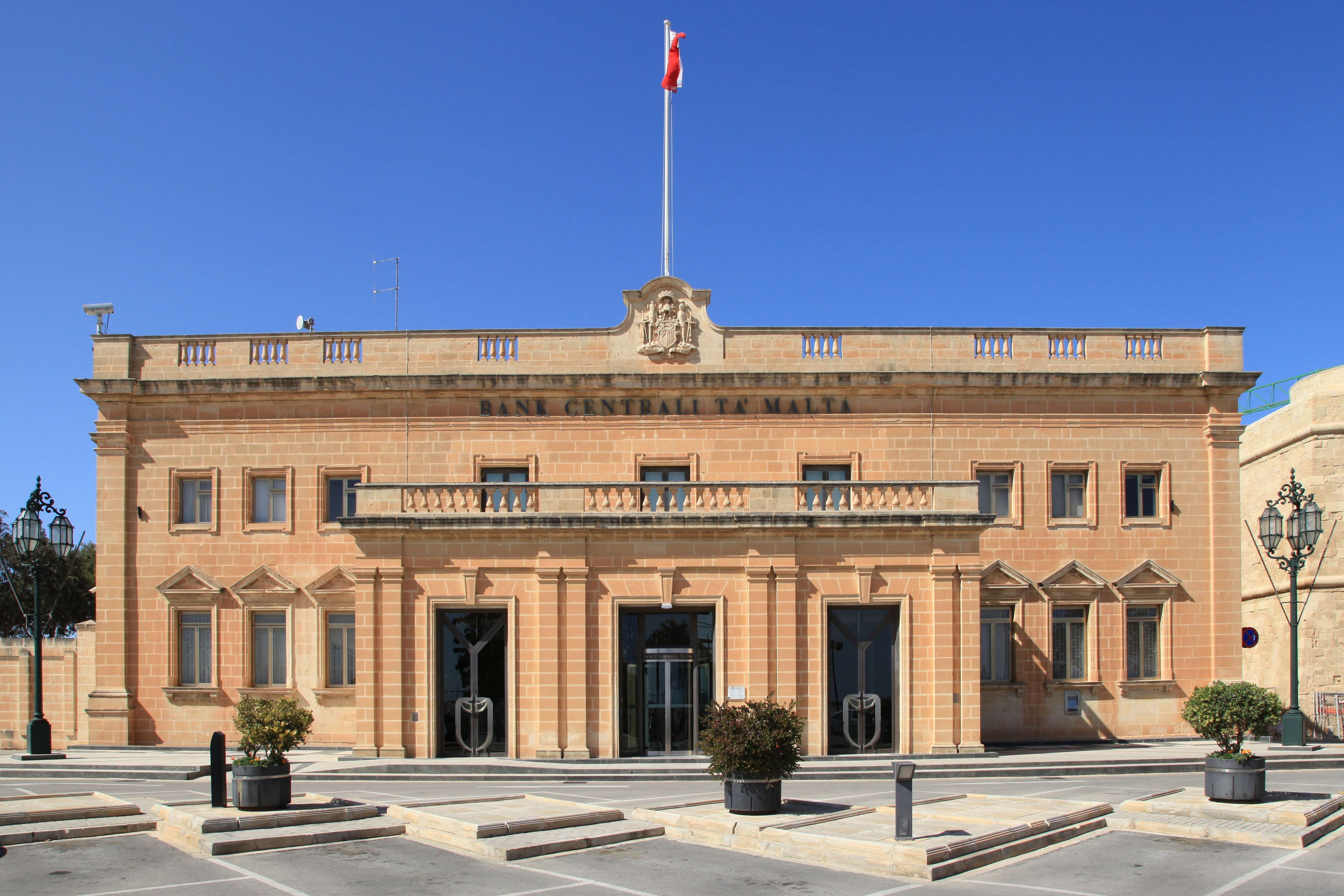
Siedziba Banku Centralnego Malty w Vallettcie

System bankowy kraju jest silnie skoncentrowany: na wyspie działają jedynie cztery banki komercyjne, dwa z nich obsługują przeszło 90% wszystkich kredytów i rachunków oszczędnościowych Maltańczyków. 1 stycznia 2008 Malta przystąpiła do strefy euro, tym samym Lira maltańska została zastąpiona przez wspólną europejską walutę. Bankiem Centralnym Malty jest Central Bank of Malta.
Głównymi bankami komercyjnymi na Malcie są HSBC Bank Malta oraz Bank of Valletta. Innymi bankami są: APS Bank, FCM Bank Limited, Lombard Bank, MeDirect Bank Malta oraz szereg mniejszych banków.

## Handel zagraniczny
Według danych z Maltańskiego Biura Statystycznego w 2020 r. eksport z Malty osiągnął wartość 3,121.9 mln euro (spadek o 17% w porównaniu do 2019 r.). Import natomiast osiągnął 5,281.7 mln euro (spadek o 28,8%). W roku 2020 Malta zanotowała ujemne saldo o wysokości 2,159.8 mln euro.
W 2020 r. najważniejszymi partnerami eksportowymi Malty były Niemcy (13,6% wartości eksportu), Francja (7,5%), Włochy (5,3%), Singapur (4,7%), Hong Kong (4,3%), Japonia (4,1%) oraz Stany Zjednoczone (4,5%). Głównymi partnerami handlowymi pod względem importu były: Włochy (19,2% wartości importu), Wielka Brytania (7,5%), Chiny (7%), Niemcy (6,2%), Francja (6,2%) oraz Hiszpania (4,7%). 

Na strukturę eksportu i importu towarów składają się: paliwa mineralne, oleje mineralne i produkty ich destylacji, maszyny i środki transportu, artykuły rolno-spożywcze, chemiczne i farmaceutyczne oraz wyroby przemysłowe.

## Przemysł filmowy
Na Malcie rozwija się międzynarodowy przemysł filmowy. Głównym studiem filmowym jest Mediterranean Film Studios.

## Przemysł hazardowy

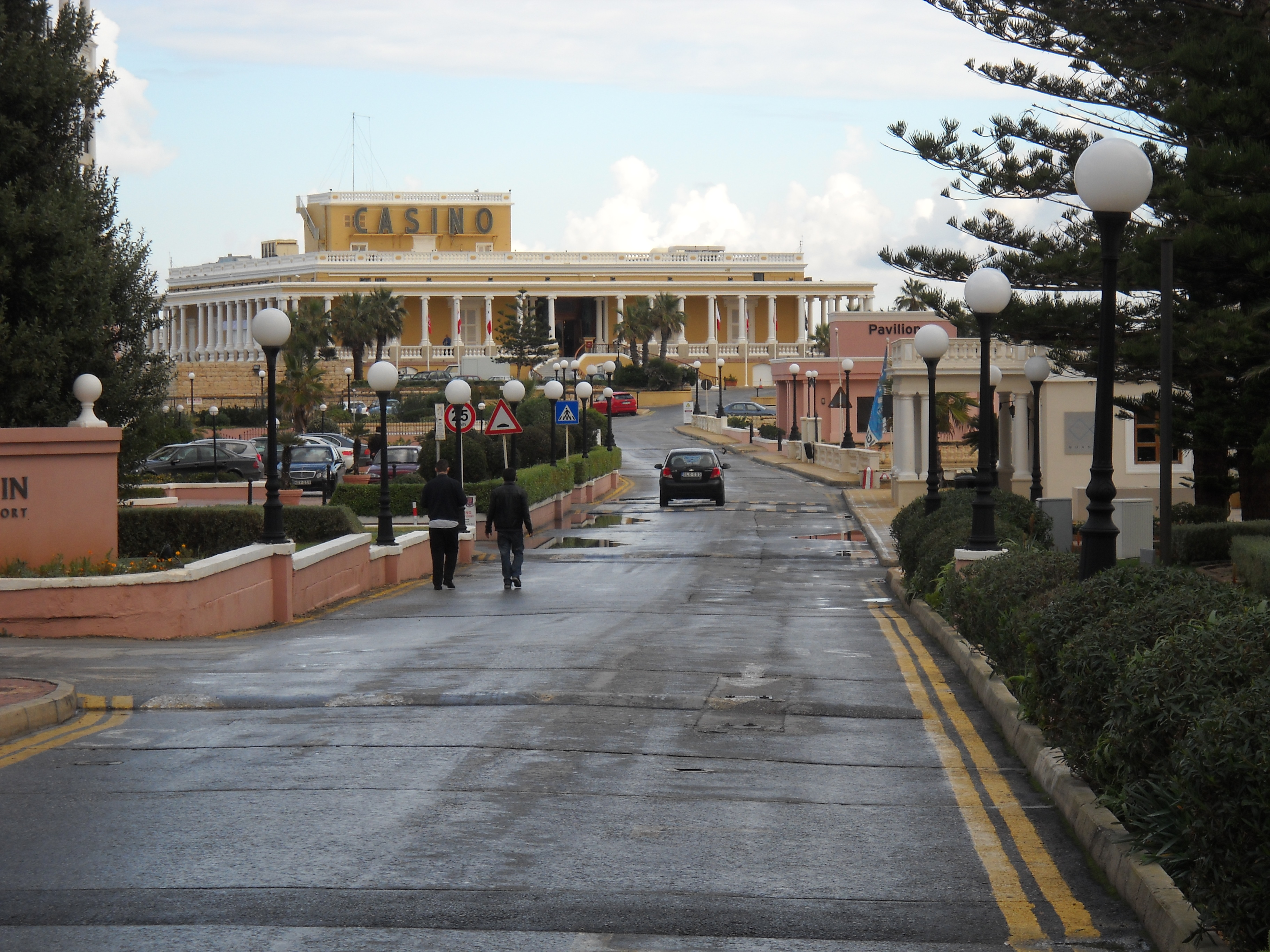
Dragonara Casino zimą

Na Malcie rozwinął się również przemysł hazardowy. Znajduje się tu kilka kasyn, największe to Oracle Casino, Portomaso Casino oraz Dragonara Casino oraz szereg hazardowych portali internetowych, gier online i kasyn internetowych, w tym Betsson, Vera&John, Unibet Group, Bet-at-home.com, Mr Green, Tipico.

## Rolnictwo
Wskutek ograniczonych zasobów słodkiej wody maltańskie rolnictwo zaspokaja zaledwie 20 procent zapotrzebowania mieszkańców na artykuły spożywcze. Choć na Malcie większość gruntów rolnych jest w rękach prywatnych, dekolektywizacja zaowocowała silnym rozdrobnieniem własności. Ponadto większość pól uprawnych to niewielkie poletka tarasowe, uniemożliwiające szersze wykorzystanie maszyn w rolnictwie. Sporym problemem jest także brak wystarczających zasobów słodkiej wody, koniecznej do nawadniania pól uprawnych w gorącym klimacie. Z tych powodów rolnictwo na wyspie jest stosunkowo słabo rozwinięte i skupia się na produkcji ziemniaków, pomidorów i brzoskwiń. W ostatnich kilkunastu latach rośnie także produkcja wina i oliwy. Około 1,5% mieszkańców pracuje w rolnictwie.

### Przemysł winiarski

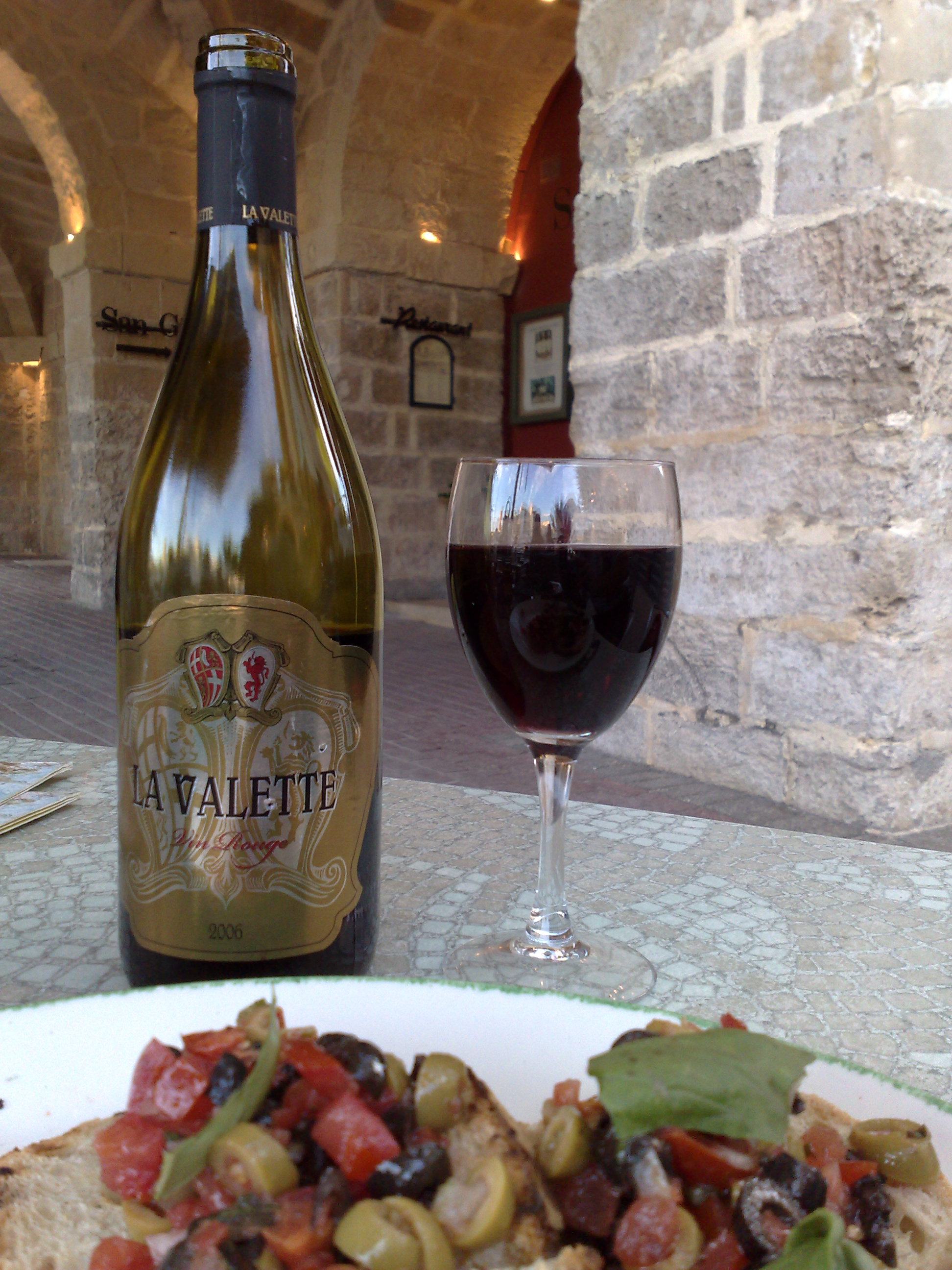
Czerwone wino La Valette i maltańska bruschetta

Uprawę winorośli na Malcie rozpoczęli Fenicjanie około VIII w. p.n.e. Nowoczesny przemysł winiarski powstał na początku XX wieku, kiedy to powstały winiarnie Marsovin i Emmanuel Delicata. Po wejściu Malty do Unii Europejskiej cła ochronne na import zostały uchylone, co zmusiło producentów do skupienia się na produkcji win jakościowych.
Popyt na wina maltańskie wzrasta. Niektóre z winiarni korzystają także z gron importowanych, by sprostać zapotrzebowaniu, a możliwość powiększania winnic jest ograniczona. Powierzchnia winnic, położonych głównie w północnych częściach wysp Malta i Gozo to ok. 500 ha. W 2004 roku na wyspach wyprodukowano 70 000 hl wina. Roczne spożycie na osobę wynosiło wtedy 10,1 litra.
Wśród ponad trzydziestu szczepów uprawianych na wyspach maltańskich są m.in. plenne rodzime odmiany gellewza i mammolo (czerwone) oraz girgentina i gennarua (białe), które stanowią ok. 70% upraw. Od lat 70. XX wieku uprawia się odmiany międzynarodowe (rozpowszechnione na wielu kontynentach), wśród nich chardonnay, merlot, cabernet sauvignon, cabernet franc, syrah i petit verdot. Metodą szampańską produkuje się musujące wino Cassar de Malte.
Według szacunków aż 90% wina wytwarzanego na Malcie jest sprzedawane na miejscu.

## Rybołówstwo
Rybołówstwo na Malcie uprawiają głównie niewielkie, rodzinne firmy poławiające niewielkie ilości koryfen i tuńczyków na lokalne rynki. W końcu lat 80. wokół wyspy zaczęły także powstawać farmy morskie hodujące m.in. labraksy i dorady, głównie na eksport. Znaczenie akwakultury dla gospodarki Malty stale rośnie.

## Energetyka
Wyspa nie posiada niemal żadnych bogactw naturalnych ani własnych źródeł energii, najwięcej energii elektrycznej dostarcza elektrownia Delimara opalana importowaną ropą naftową. Część energii elektrycznej jest dostarczana z Włoch poprzez Malta–Sicily interconnector.

## Przemysł wydobywczy
Jedną z niewielu rozwiniętych branż przemysłu wydobywczego na wyspie jest górnictwo wapienia. Luzzu oil field to maltańskie pole naftowe.

## Parki technologiczne, naukowe i przemysłowe
Na Malcie istnieje szereg parków technologicznych, naukowych oraz przemysłowych, do głównych należą SmartCity Malta oraz kilkanaście innych. Większością tzw. Industrial Estates zarządza przedsiębiorstwo Malta Industrial Parks.
| Nazwa                                                 | Ilość jednostek gospodarczych | Powierzchnia (m²) | Współrzędne geograficzne                      | Jednostka administracyjna | Uwagi |
| ----------------------------------------------------- | ----------------------------- | ----------------- | --------------------------------------------- | ------------------------- | --- |
| Attard Industrial Estate                              | 21                            | 48 404            |                                               |                           | |
| Bulebel Industrial Estate                             | 108                           | 591 381           | 35°51′54,9″N 14°31′27,9″E/35,865250 14,524417 |                           | |
| Ħal Far Industrial Estate                             | 73                            | 1 182 566         | 35°48′47,7″N 14°30′49,6″E/35,813250 14,513778 | Birżebbuġa                | Znajduje się tu m.in. fabryka zabawek Playmobil Fun, z możliwością zwiedzania (Playmobil FunPark), a także tor wyścigowy Hal Far Race Track.                    |
| Kirkop Industrial Estate                              |                               | 69 338            | 35°50′51,2″N 14°29′03,3″E/35,847556 14,484250 |                           | |
| Kordin Industrial Estate                              | 101                           | 259 903           | 35°52′47,7″N 14°30′28,5″E/35,879917 14,507917 |                           | |
| Life Sciences Park (obok San Ġwann Industrial Estate) |                               | 11 000            | 35°54′10,1″N 14°28′23,1″E/35,902806 14,473083 |                           | |
| Luqa Industrial Estate                                | 148                           | 90 832            |                                               |                           | |
| Marsa Industrial Estate                               | 113                           | 487 597           | 35°52′10,6″N 14°29′35,2″E/35,869611 14,493111 |                           | |
| Mosta Technopark                                      | 27                            | 60 300            | 35°54′23,2″N 14°26′09,1″E/35,906444 14,435861 |                           | |
| Mrieħel Industrial Estate                             | 30                            | 99 409            | 35°53′26,3″N 14°27′50,1″E/35,890639 14,463917 | Birkirkara                | znajduje się tutaj m.in. browar Simonds Farsons Brewery. Park przemysłowy sąsiaduje z centrum biznesowym The Quad Business Centre, obejmującym 4 wysokościowce. |
| Safi Aviation Park                                    |                               | 233 376           |                                               |                           | |
| San Ġwann Industrial Estate                           | 81                            | 271 207           | 35°54′17,9″N 14°28′18,7″E/35,904972 14,471861 |                           | |
| Ta’ Qali Crafts Village                               | 40                            | 105 000           | 35°53′25,7″N 14°25′02,9″E/35,890472 14,417472 |                           | |
| Ta’ Dbieġi Crafts Village                             | 28                            |                   |                                               |                           | |
| Xewkija Industrial Estate                             | 58                            | 129 022           | 36°02′13,8″N 14°15′12,1″E/36,037167 14,253361 |                           | |

## Emisja gazów cieplarnianych
Łączna emisja równoważnika dwutlenku węgla z Malty wyniosła w 1990 roku 2,52 Mt, z czego 2,352 Mt stanowił dwutlenek węgla. W przeliczeniu na mieszkańca emisja wyniosła wówczas 6,453 t dwutlenku węgla, a w przeliczeniu na 1 dolar PKB 411 kg. Na drugim miejscu była emisja metanu, ale w XXI w. przewyższyła ją emisja gazów fluorowanych. Po roku 1990 poziom emisji wszystkich gazów wahał się, osiągając maksymalne wartości w 1993 i 2012. W 2018 roku emisja dwutlenku węgla pochodzenia kopalnego wyniosła 1,506 Mt, a w przeliczeniu na mieszkańca 3,485 t i w przeliczeniu na 1 dolar PKB 82 kg. W emsji przez prawie cały czas największy udział miała energetyka, ale po 2014 jej udział zmalał do poziomu podobnego do emisji z transportu, która zwykle była na drugim miejscu.

## Innowacyjność gospodarki
Na podstawie danych Światowego Forum Ekonomicznego, gospodarka w dużej mierze oparta innowacyjności, jednakże Malta przeznacza na ten cel jedynie 0,55% PKB.

## Wyłączna strefa ekonomiczna
Istnieją rozbieżności odnośnie do morskiej wyłącznej strefy ekonomicznej. Według raportu Komisji Europejskiej, Malta nie ustanowiła wyłącznej strefy ekonomicznej. Jednak ustanowiła szelf kontynentalny na mocy ustawy o szelfie kontynentalnym (rozdz. 194) i specjalną strefę 25 mil morskich, która jest strefą ochrony i zarządzania rybołówstwem (ang. Fisheries Conservation and Management Zone). Natomiast morze terytorialne ma powierzchnię 3976 km². Natomiast na podstawie danych seaaroundus.org, morska wyłączna strefa ekonomiczna Malty obejmuje 55 542 km².

## System emerytalny
Malta posiada publiczne i prywatne systemy emerytalne. Istnieją dwa rodzaje składek w publicznym systemie emerytalnym: pierwsza i druga klasa. Osoby zatrudnione przyczyniają się do klasy pierwszej, a osoby samozatrudnione do klasy drugiej. Warunkiem zakwalifikowania się do programu emerytalnego na Malcie jest wpłacanie składek do programu przez określony czas, w przeciwnym razie osoba nie będzie się kwalifikować do pobierania emerytury. Wiek emerytalny wynosi 62 lata, ma być stopniowo podwyższany do 65 lat do 2027 roku.